# Ільницький Іван Григорович
Ільницький Іван Григорович (13 жовтня 1948, Лосинець Турківського району Дрогобицької області — 6 листопада 2021) — академік АНВО України, доктор медичних наук (1989), професор (1991), завідувач кафедри фтизіатрії та пульмонології Львівського національного медичного університету ім. Данила Галицького (від 1990 року), лікар-фтизіатр, Заслужений діяч науки і техніки України (2006).

## Ранні роки
Народився 13 жовтня 1948 року в селі Лосинець Самбірського району Львівської області.
1966 року закінчив Турківську середню школу-інтернат.
1966—1972 роки — навчання на педіатричному факультеті Львівського державного медичного інституту (тепер Львівський національний медичний університет імені Данила Галицького).
1973—1975 роки — дійсна військова служба в Балтійському Військово-Морському флоті на посаді начальника медичної служби протичовнового ракетного корабля «Комсомолець Литви».

## Професійна діяльність
1972—1973 роки — лікар-педіатр Ясеницької сільської лікарні Львівської області.
1975—1976 роки — педіатр дитячого медичного об'єднання м. Дрогобич.
1976—1978 роки — науковий співробітник у Львівському НДІ туберкульозу.
1978—1990 роки — професійна діяльність в Інституті фтизіатрії і пульмонології ім. Ф. Г. Яновського НАМН України (тепер Національний інститут фтизіатрії і пульмонології), де пройшов шлях від аспіранта до доктора медичних наук, професора.
1990 року обраний за конкурсом завідувачем кафедри фтизіатрії та пульмонології ЛНМУ ім. Д. Галицького.
1996—1997 роки — проректор з лікувальної роботи ЛНМУ ім. Д. Галицького.
1998—1999 роки — декан медичного факультету № 2 університету.

## Наукові ступені, вчені звання
1983 рік — кандидат медичних наук. Захист кандидатської дисертації: «Ефективність хіміотуберкулінотерапії в поєднанні із тканинним електрофорезом у вперше виявлених хворих деструктивним туберкульозом».
1988 рік — доктор медичних наук. Захист докторської дисертації: «Діагностика і лікування туберкульозу і неспецифічних захворювань легенів у підлітків».
1991 рік — присвоєно вчене звання професора.

## Наукові досягнення
Автор понад 700 наукових праць, 17 підручників і монографій, 13 авторських свідоцтв та патентів України на винахід, понад 20 методичних розробок та 40 раціоналізаторських пропозицій.
Веде багатогранну організаційну, наукову та лікарську діяльність.
Науковий керівник та консультант 5 докторських та 7 кандидатських дисертацій.
Наукові інтереси стосуються актуальних проблем епідеміології, клініки, проблем діагностики, лікування та профілактики захворювань органів дихання (легень), екстрапульмонологічних уражень та інших уражень органів і систем людини з урахуванням чинників навколишнього середовища (радіаційний фон, техногенні фактори, природні екзоалергени).
Підтримує контакти з провідними науковими та клінічними медичними установами України (Львів, Рівне, Київ, Харків), країн СНД (Молдова, Росія, Білорусь) та Європи (Австрія, Польща).
Організатор та учасник багатьох наукових форумів в області та Україні з питань фтизіатрії, пульмонології та професійної патології органів дихання.
Зрілий педагог, висококваліфікований науковець та лікар-спеціаліст, в центрі уваги якого постійні теоретичні і практичні питання підготовки медичних кадрів та надання медичної допомоги населенню Західного регіону України.
Лікар вищої категорії за спеціальностями «Фтизіатрія» і «Пульмонологія».
Член редколегії «Українського пульмонологічного журналу», Проблемної комісії з фтизіатрії та пульмонології МОЗ України, спеціалізованої Вченої ради при Київському національному інституту фтизіатрії і пульмонології АМН України.
Основні досягнення в галузі медичної освіти, науки і практики стосуються інтеграційних процесів фтизіатрії та пульмонології, включаючи питання екологічних чинників на розвиток хвороб бронхолегеневої системи.
З метою втілення новітніх технологій діагностики і лікування хронічних обструктивних захворювань легень і бронхіальної астми адаптовані в навчальному та клінічному процесі ендоскопічні, функціональні та імунологічні методи верифікації патологічного процесу, а також дозовані аерозолі, як варіанти базової терапії відповідно до Європейських стандартів.
Обґрунтовані та широко використовуються оптимальні комбінації етіотропних та патогенетичних середників при лікуванні запальних процесів органів дихання різного ґенезу, включаючи хвороботворні фактори навколишнього середовища.
З метою підвищення кваліфікаційного рівня лікарів загальної медичної мережі (педіатри, терапевти, сімейні лікарі, фахівці поліклінічних підрозділів), фтизіатрів, пульмонологів, алергологів, профпатологів та спеціалістів суміжних кваліфікацій (рентгенологи, імунологи, ендоскопісти, фахівці функціональної діагностики) систематично діють школи-семінари, конференції та консиліуми з актуальних питань патології бронхолегеневої системи.

## Нагороди та відзнаки
- Почесна грамота ЦК ЛКСМ Литовської РСР, нагрудний знак «За далекий похід», позачергове військове звання (за успішно виконане в складних штормових умовах хірургічне втручання з приводу гострого апендициту у моряка).
- 1980 рік — «Винахідник СРСР» (за винахідницьку діяльність).
- Медаль «Учасник ліквідації наслідків аварії на ЧАЕС», посвідчення ІІ категорії (за активну участь в наукових дослідженнях та наданні медичної допомоги населенню в радіаційно несприятливих екологічних умовах Чорнобильської зони у квітні-червні 1986 року).
- 1996 рік — диплом кращого професора-науковця в галузі медицини (за рішенням президії Західного наукового центру).
- 2006 рік — Заслужений діяч науки і техніки (за вагомий внесок у розвиток української медичної науки і освіти).
- 1997 рік — вчене звання академіка Академії наук вищої освіти України (АНВОУ).
- Член президії АНВО України.
- 2000 рік — лауреат Премії імені Ярослава Мудрого (за багатогранну і плідну діяльність в галузі медичної науки і практики).
- 2008 рік — лауреат Премії Святого Володимира.
- Орден Святого Апостола Андрія Первозванного та медаль Святих Кирила і Мефодія (за заслуги з відродження духовності в Україні та утвердження помісної Української Православної Церкви).
- Почесна грамота Київської міської державної адміністрації, іменинний годинник Київського міського голови та нагрудний знак «Архангел Михаїл Київський» (за активну громадську позицію, високі досягнення в області науки і техніки та професіоналізм).

## Науковий доробок
- Інфекційні хвороби з основами фтизіопульмонології (навч. посібник) за ред. Ільницького І. Г. — Львів, Атлас, 2009.- 404 с.
- Лікування туберкульозу. Київ, 1996.
- Основи клінічної фтизіатрії (Керівницство для лікарів в 2 — х томах) за ред. Фещенка Ю. І., Мельника В. М., Ільницького І. Г.- Київ Львів, Атлас, 2007.- 1168 с.
- Основи фтизіопатології позалегеневої локалізації (навч. посібник) за ред. Ільницького І. Г., Костик О. П., Білозір Л. І. — Львів, Атлас, 2011.- 512 с.
- Пульмонологія та фтизіатрія (Національний підручник в 2-х томах) за ред. Фещенка Ю. І., Мельника В. М., Ільницького І. Г.- Київ Львів, Атлас, 2011.- 1363 с.
- Прикладні питання фтизіатрії дитячого та піділткового віку (навч. посібник) за ред. Ільницького І. Г., Костик О. П., Білозір Л. І.- Львів, Атлас, 2013.- 731 с.
- Пульмонологія та фтизіатрія (керівництво для лікарів в 2-х томах) за ред. Фещенка Ю. І., Мельника В. М., Ільницького І. Г. — Київ Львів, Атлас, 2009.- 1336 с.
- Синдром бронхіальної обструкції у практиці педіатра, фтизіатра і сімейного лікаря (монографія) за ред. Ільницького І. Г., Костик, О. П., Ільницької Л. І. — Київ — Львів, Атлас, 2009.- 304 с.
- Туберкульоз в західному регіоні України за даними епідеміологічних та організаційно-методичних досліджень // ПМед. 2004. № 3.
- Туберкульоз позалегеневої локалізації. Київ, 1998.
- Фтизіатрія (навч. посібник) за ред. Мельника В. П., Ільницького І. Г. — Київ — Львів, Атлас, 2008.- 304 с.
- Хвороби респіраторної системи (науково-методичний довідник) за ред. Фещенка Ю. І., Мельника В. М., Ільницького І. Г.- Київ — Львів, Атлас, 2008.- 497 с[5].